# Giorgos Manolakis
Giorgos Manolakis (griechisch Γιώργος Μανωλάκης; * 1982 in Iraklio) ist ein griechischer Laouto- und Bouzoukispieler.
Manolakis wurde ab dem achten Lebensjahr von seinem Vater Kostas Manolakis auf der Griechischen Laute Laouto unterrichtet. Vierzehnjährig nahm er Bouzoukiunterricht bei namhaften Meistern des Instruments. Er arbeitete mit Musikern und Komponisten zusammen wie Ross Daly, Hainides, Naseer Shamma, Andonis Xylouris, Sokratis Malamas und Zohar Fresco. Außerdem leitete er eigene Gruppen, darunter Couleur Locale, mit der sein gleichnamiges erstes Album entstand. Weitere Alben waren To Spathi, Ditto und Oi Kokkines Plakes.